# Chase Hunter
Chase Hunter (* in Cincinnati, Ohio) ist ein US-amerikanischer Pornodarsteller.

## Leben
Nach seiner Schulzeit wurde Hunter in der US-amerikanischen Pornoindustrie tätig. Er erhielt eine Anstellung bei dem Unternehmen Colt Studio Group. In verschiedenen Pornofilmen war Hunter tätig. Sein langjähriger Lebensgefährte war der Pornodarsteller Tony Di Angelo.

## Filmografie (Auswahl)
- 1993 The Chase Is On
- 1994 Breakaway
- 1995 Download
- 1996 Riptide!
- 1998 Basic Plumbing 2
- 2003 Drenched 2 Soaked to the Bone
- 2004 Tommy's Tale
- 2007 Basic Plumbing 3

## Preise und Auszeichnungen (Auswahl)
- 2003: Grabby Awards Sieger für Drenched 2:Soaked to the Bone[1]
- 2007: GayVN Awards: Hall of Fame[2]